# 王信 (1954年)
王信（1954年—），中国人民武装警察部队交通指挥部原政治委员（正军级，武警少将警衔），曾历任武警部队广西总队政治部主任、党委书记、政委、四川省总队党委书记、政委。
2015年7月31日，中国人民解放军官网中国军网发布消息：经军委纪委批准，武警部队纪委对武警交通指挥部原政委王信涉嫌严重违纪问题立案调查，已将其涉嫌犯罪问题及线索移送军事检察机关依法处理。